# Неймишево
Не́ймишево (рос. Неймышево) — присілок у складі Туринського міського округу Свердловської області.
Населення — 94 особи (2010, 104 у 2002).
Національний склад населення станом на 2002 рік: росіяни — 94 %.